# Tribune Indigène
La Tribune Indigène (tạm dịch: "Diễn đàn bản xứ")  hay Quốc-dân diễn đàn (國民演壇) là tờ báo tiếng Pháp xuất bản ở Nam Kỳ vào đầu thế kỷ 20 do thương gia Nguyễn Phú Khai và Bùi Quang Chiêu chủ trương. Tờ báo này còn là cơ quan ngôn luận của Đảng Lập hiến Đông Dương. Báo Tribune Indigène hoạt động từ giữa năm 1917 đến đầu năm 1925 thì ngừng.

## Lịch sử
Tribune Indigène thoạt tiên là một phương án của nhà chức trách Đông Pháp dưới Toàn quyền Đông Dương Albert Sarraut hầu lôi cuốn và thu nạp giới trí thức và sĩ phu người Việt vào phe ủng hộ chính quyền Liên bang Đông Dương. Kết quả là tờ Nam Phong ra đời ở Bắc Kỳ, trong khi đó ở Nam Kỳ phủ Toàn quyền nhận trang trải chi phí cho tờ Tribune Indigène. Số đầu tiên ra mắt vào tháng 8 năm 1917.
Tờ báo này nhắm vào hai nhóm độc giả: giới Tây học người Việt và giới thực dân người Pháp. Vì chủ nhiệm báo là Bùi Quang Chiêu có quốc tịch Pháp, báo này không bị hạn chế như một số ấn phẩm khác mà được rộng quyền đăng những bài liên quan đến chính trị. Nắm được địa vị đó báo Tribune Indigène năm 1919 dưới sự điều hành của Bùi Quang Chiêu trở thành cơ quan ngôn luận của Đảng Lập hiến Đông Dương. Đường lối của báo sau xoay dần sang chỉ trích chính quyền khiến Toàn quyền Georges Maspéro kế nhiệm bèn cho tài trợ một tờ báo khác mang tên Echo Annamite để chống lại Tribune Indigène. Oái oăm thay tờ Echo Annamite do Nguyễn Phan Long chủ nhiệm cũng biến thành thành phần không dễ quy thuận nếu không nói là đối lập, và phê phán chính sách của nhà cầm quyền thực dân. Dù vậy cả hai báo Tribune Indigène và Echo Annamite vẫn giữ chừng mực, không đề xuất chủ trương lật đổ chế độ mà chỉ đòi cải tổ để bảo vệ thành phần thượng lưu người Việt bình quyền với người Pháp. Hơn nữa vì các bài báo viết bằng tiếng Pháp, số lượng độc giả tiếp cận trực tiếp rất hạn chế, chỉ khoảng vài nghìn người.
Một sư kiện liên quan đến Tribune Indigène xảy ra năm 1919 trong khi đang manh nha phong trào tẩy các hiệu buôn người Hoa ở Sài Gòn. Tờ báo đăng lá thư của một người Hoa tên Lý Thiên xúc phạm người Việt và thách đố việc vận động phong trào phong tỏa kinh tế của cộng đồng người Việt. Hậu quả là dân chúng sôi động, lôi cuốn nhiều hội đoàn và tư nhân hùn hạp để cạnh tranh với tài phiệt Hoa kiều. Phong trào này lan từ Nam Kỳ ra Bắc Kỳ khiến nhà cầm quyền Pháp, vì lo rằng phong trào tuy đề ra mục tiêu kinh tế nhưng có thể lan qua phong trào bài Pháp và dấy lên mục tiêu chính trị nên có lệnh trấn áp.

### Nổi bật
Có thể coi một loạt bài trên La Tribune Indigène năm 1919 là sự thể hiện tư tưởng của Đảng lập hiến. Đáng chú ý là bài viết của Nguyễn Trực vào các số ngày 7, 8 và 14 tháng 1 năm 1919. Theo Nguyễn Trực, thế giới sau Chiến tranh thế giới thứ nhất là một thế giới đang biến đổi sâu sắc và phổ biến: Đông Dương và Nam Kỳ không thể là ngoại lệ.
Một luồng gió cải cách thổi qua khắp mặt trái đất, không nước nào không. Từ nước Trung Hoa mà người ta nghĩ đã hoá th ạch trong cái huy hoàng thiên cổ, đến nước Nga của các Sa hoàng, cha của bọn bần nông, qua nước Đức đang sôi sục, nước Áo, Hung đang tan rã và nước Nhật ở đó Vua được tôn trọng như Trời, khắp các nơi tâm trí con người đang biến đổi sâu sắc, biến đổi chẳng những trong hiến pháp chính trị các dân tộc mà cả trong các ngành hoạt động khác của loài người. Từ trước chưa hề nghe người ta viết nhiều, nói nhiều đến những danh từ thần bí: tự do, nhân quyền, như bây giờ, chưa hề lúc nào tư tưởng con người chứa đựng những lời lẽ bác ái và nhân đạo như bây giờ.

Báo La Tribune Indigène có nhiều yêu cầu đối với Chính phủ bảo hộ Pháp, tuy nhiên đáng kể nhất là bốn yêu cầu:

- Điều thứ nhất mà dân An Nam trông đợi là cải cách về tuyển cử, làm sao cho người An Nam được tham gia thực sự và đầy đủ vào việc quản trị việc công ở xứ này. Người đóng thuế phải trở thành người công dân Đông Dương (Le citoyen indochinois), có thể qua đại biểu của mình mà có thể kiểm soát bộ máy cai trị một cách có hiệu lực.
- Điều cải cách thứ nhì, đồng thời với cải cách tuyển cử, là cho người An Nam được tự do ra báo, tự do ngôn luận.
- Điều thứ ba, xin có ngày cho Đông Dương quyền được tự trị đối với Pháp như Canada đối với Anh.
- Điều thứ tư, cho dân An Nam ban hành một bản Hiến pháp.

Dù vậy đến năm 1925 sau khi Bùi Quang Chiêu ra lập trường chống lại dự án trao bến Sài Gòn cho một công ty tư nhân của Pháp khai thác, Thống đốc Nam Kỳ Maurice Cognacq cho đó là hiềm nên cắt chức Bùi Quang Chiêu ở Sở Canh nông. Ông bị thuyên chuyển, phải rời Sài Gòn lên Nam Vang. Mất Bùi Quang Chiêu, báo Tribune Indigène phải đình bản.

### Hậu thân
Năm 1926 Bùi Quang Chiêu cho phục hoạt lại tờ báo với tên gọi mới Tribune Indochinoise.

## Hình thức
Tribune Indigène ra ba số mỗi tuần. Ngày Thứ Bảy thì có thêm tờ Petite Tribune Indigène, in 2000 bản. Mỗi Thứ Hai thì có ấn bản bằng tiếng Việt. Trước khi đình bản báo tăng số lên thành năm ngày mỗi tuần.

## Nhận định
Nhóm La Tribune Indigène mặc dù bất bình với chính sách thuộc địa nhưng lại thuộc vào những người tin vào khả năng cải cách tiến bộ của thực dân Pháp. Họ cho rằng suốt mấy năm chiến tranh, dân Đông Dương đã góp nhiều người, nhiều của cho Pháp thì dân Đông Dương tất nhiên phải có thêm quyền lợi mới, quyền lợi đó là chế độ chính trị xứ này phải được nới rộng cho người Đông Dương được tham chính. 
Báo này đã viết: "Suốt bốn năm chiến tranh, người Đông Dương đã có dịp chứng tỏ một cách hùng hồn và rực rỡ với mẫu quốc cái lòng trung thành, lòng tri ân của mình. Song vì cái thể chế Đông Dương nó như thế, cho nên nhân dân không được khuyến khích phải lưu ý đến việc chính trị, tham dự vào sự nghiệp tiến bộ ở xứ này, việc ấy dành riêng cho các nhà cai trị làm gì thì làm theo cảm hứng của họ, còn nhân dân thì bị động thôi". 
La Tribune Indigène nghĩ rằng, chế độ trước đây là cần thiết phải như thế vì trình độ dân thấp kém, bây giờ thì dân đã có tiến bộ rồi nên "bắt đầu cảm giác bị chật chội ở trong cái chế độ chính trị đã trở thành hẹp hòi đối với trình độ tiến hoá của chúng tôi. Đã đến lúc phải nới rộng ra để cho phép người bản xứ tham gia một cách đắc lực vào đời sống công cộng của nước họ". Theo GS. Trần Văn Giàu, Nguyễn Trực cũng như những người theo chủ nghĩa cải lương của báo La Tribune Indigène nghĩ rằng phải tiến hoá từ từ, không nên đốt cháy giai đoạn nhưng cũng không nên vì lẽ "cẩn thận" nào mà cản trở sự phát triển tự do của một dân tộc đông hai mươi triệu.